# Hydropsyche boreas
Hydropsyche boreas là một loài Trichoptera trong họ Hydropsychidae. Chúng phân bố ở miền Ấn Độ - Mã Lai.